# Тумбенска гробница I
Тумбенската гробница I (на гръцки: Μακεδονικός Τάφος στη Τούμπα) е погребално съоръжение от IV век пр. Хр., разположено край боймишкото село Тумба, Гърция.
Гробницата заедно със съседната Тумбенска гробница II е разположена североизточно от село Тумба на пътя свързващ неидентифицираното антично селище край Тумба с Европос. Гробницата е разкопана от 16 ефория за праисторически и класически старини, след като е била обрана. Представлява македонска гробница от IV век пр. Хр., вероятно на човек, принадлежащ към хетайрите. Гробницата е иззидана от варовик и украсена с гипс. Има една камера с дромос и двор. Има красива фасада с впечатляваща двойна врата, която е реставрирана. Над трегера на вратата има корниз, а рамката ѝ е скулптрирана, но недовършена. Отвън вратата е била затисната с големи камъни, някои от които са все още на оригиналните си места. В погребалната камера има клине – погребално легло, изработено също от варовик, което е било украсено с гипс.
В 1986 година гробницата е обявена за защитен паметник.